# Karin van Leyden
Karin van Leyden, artiste peintre, est née Elisabeth Frieda Johanna Erna Kluth le 23 juillet 1906 à Berlin-Charlottenburg en Allemagne. Elle épouse le peintre hollandais Ernst van Leyden (nl) (Rotterdam 1892 - Versailles 1969) le 19 mai 1932 (un fils prénommé Ragnar, qui fera carrière dans le montage cinématographique, naît en 1932). Figurative expérimentant l'abstraction à partir de 1953, elle signe ses tableaux "Karin", meurt à Lugano en juin 1977.

## Biographie

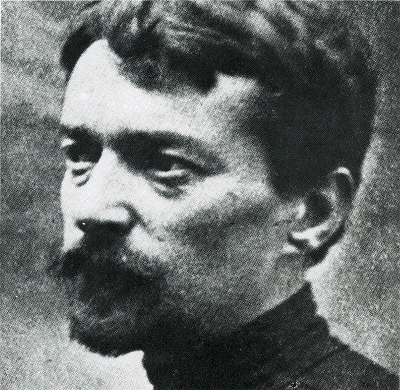
Johan Thorn Prikker

Karin est de 1925 à 1927 étudiante à la Kölner Werkschulen (de) (École des beaux-arts de Cologne) où elle suit les cours de Richard Seewald (de) (1889-1976) et Johan Thorn Prikker (1868-1932). Elle ne tarde pas à rencontrer Ernst van Leyden, proche de Piet Mondrian, Theo van Doesburg et Willem de Kooning, avec qui elle va parcourir l'Égypte, la Syrie, le Liban et l'Italie avant de s'inscrire aux cours de fresque murale dispensés par le professeur Chigi à l'Académie de Florence.
Sa première exposition à Cologne en 1928 est remarquée par Der Querschnitt, revue berlinoise d'art et de culture, qui publie un article illustré d'un tableau qu'acquiert le musée de Cologne.

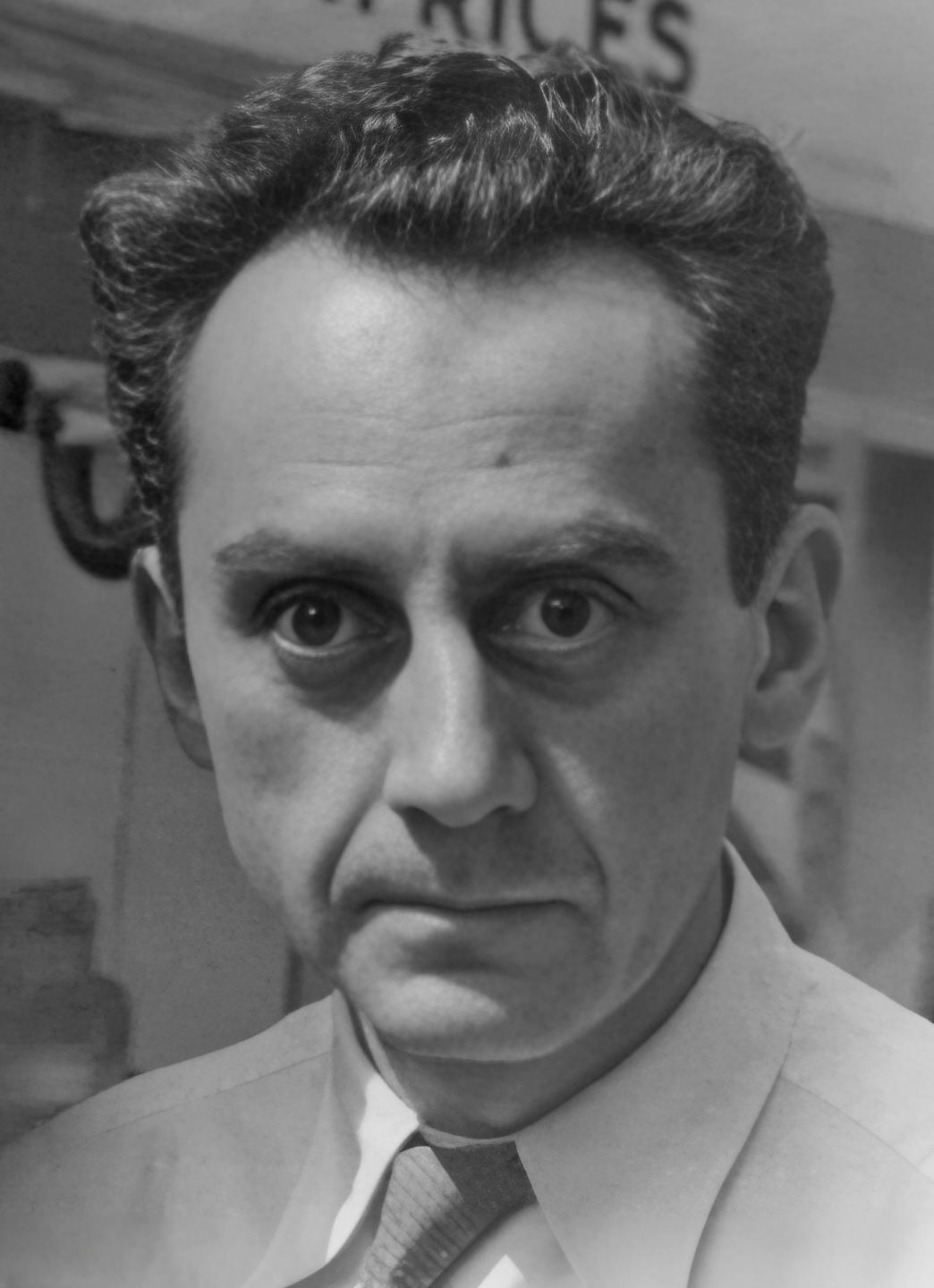
Man Ray

Jusqu'en 1932, avec Ernst van Leyden, elle partage son temps entre le bord du lac de Loosdrecht (Pays-Bas) et Paris où elle fréquente le milieu des écrivains et des artistes, en particulier Marc Chagall, Jules Pascin, Tsoguharu Foujita, Ossip Zadkine, Giorgio de Chirico, Francis Picabia, Christian Bérard et Man Ray. Ce dernier fait d'elle une « superbe » photo-portrait qui fait la couverture d'un journal parisien et parait dans la revue anglaise Town and Country.

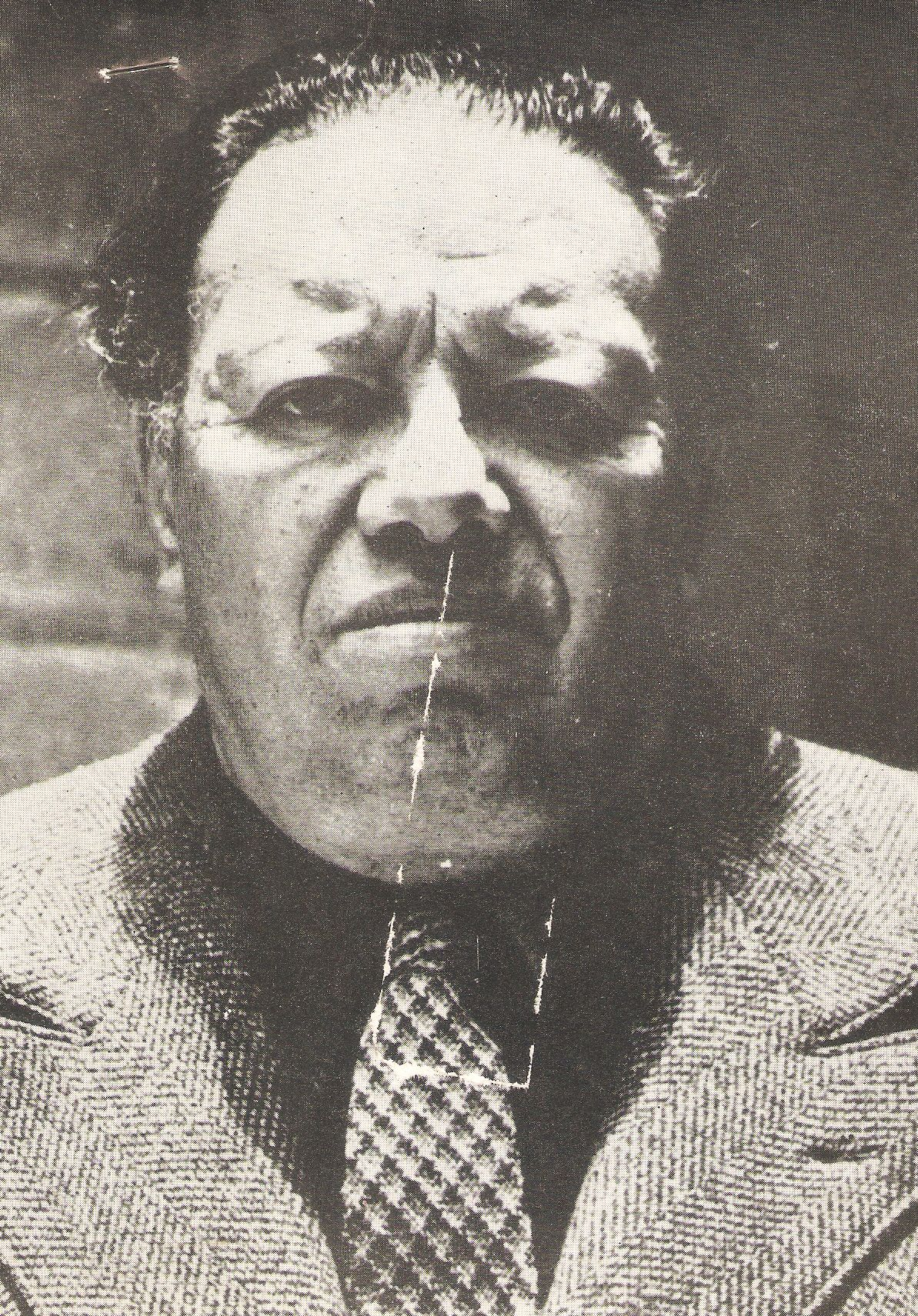
Diego Rivera

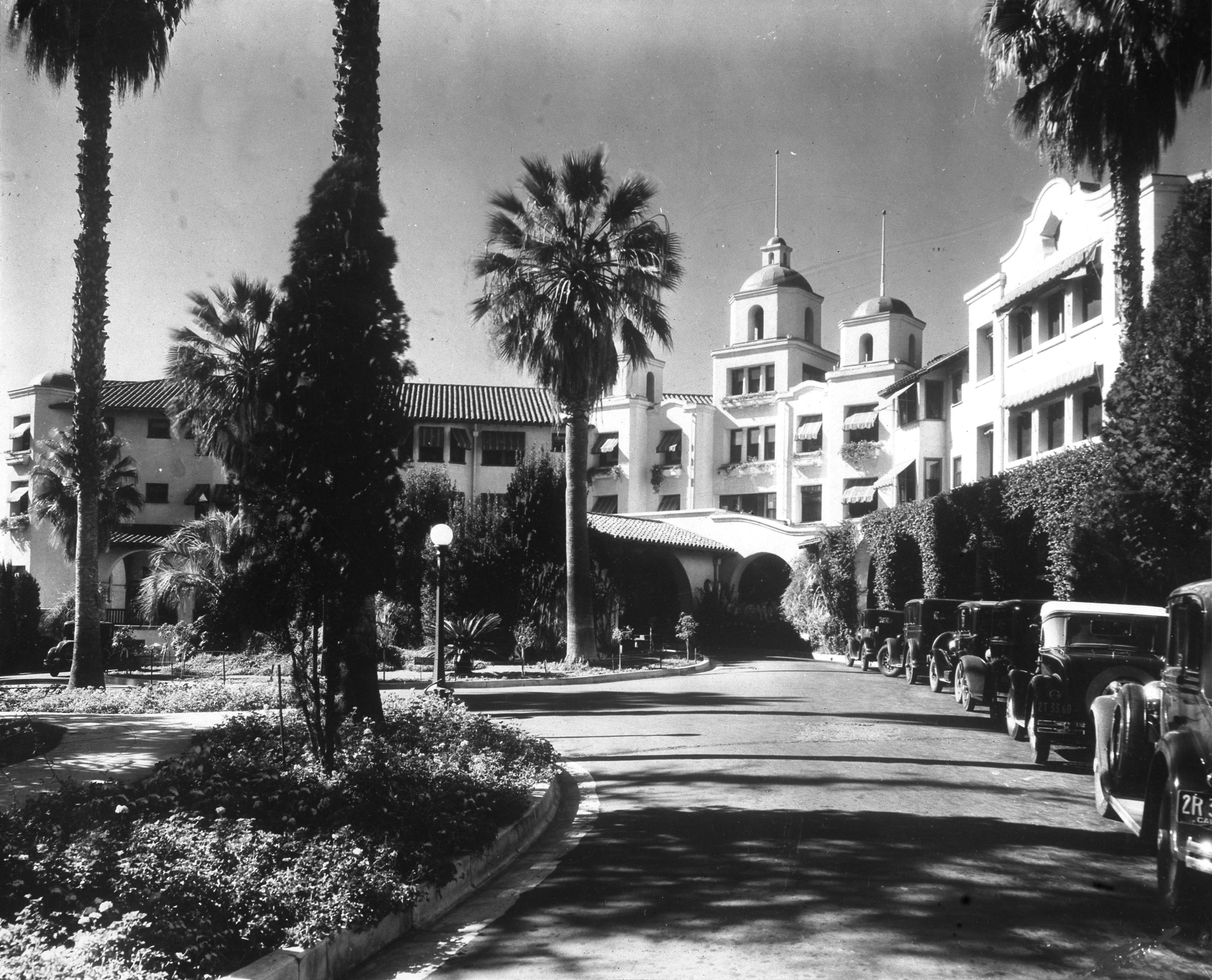
Beverly Hills Hotel, Los Angeles

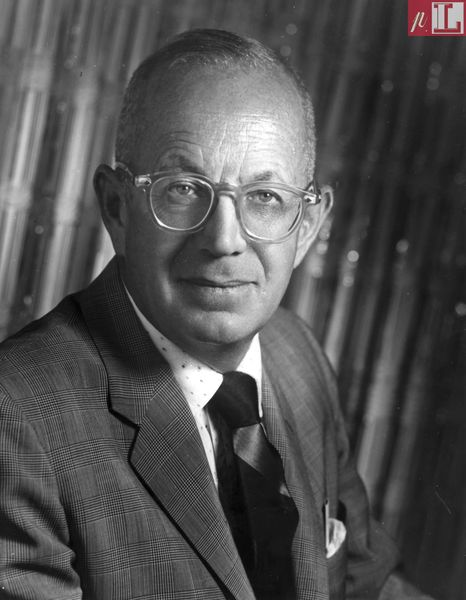
Paul László

Après, en 1932, leur mariage qui donne naissance à leur fils Ragnar (1932-2018), Karin et Ernst van Leyden s'installent pendant trois ans à Sintra (Portugal). Ils vivent en 1936 un temps à Capri (Italie) avant d'arriver à Londres. Les grandes peintures murales qu'à la demande de Sir Thomas Stafford Bazley (en) elle exécute alors au château de Hatherop lui valent une distinction honorifique (voir Distinctions ci-dessous).
Karin et Ernst van Leyden sont à peine de retour chez eux à Loosdrecht que la Seconde Guerre mondiale les contraint à émigrer aux États-Unis. Ils installent leur atelier à New-York puis à Nyack - de cette époque date son portrait de Gloria Vanderbilt qu'expose la Perls Gallery (en) - avant d'entamer en 1941 une lente traversée des États-Unis au terme de laquelle, découvrant la côte ouest, ils décident d'y vivre et achètent un ranch à Hollywood pour y installer leur atelier. Fréquentant un milieu d'écrivains, de peintres, de musiciens et de personnalités du cinéma (Aldous Huxley, Thomas Mann, Henry Miller, Bertolt Brecht, Salvador Dalí, Igor Stravinsky, Arnold Schönberg, Arthur Rubinstein, Charles Laughton, Charlie Chaplin), rencontrant aussi Max Ernst ou les architectes Eric Mendelsohn et Frank Lloyd Wright, Karin s'y constitue une notoriété, devenant portraitiste et peintre de fresques murales, au Beverly Hills Hotel ou dans les villas du "Tout Hollywood" (voir Collections privées ci-dessous). Le couple effectue plusieurs séjours au Mexique dont les temps impressionnants pour Karin sont la découverte de la culture indienne à Chiapas et les liens d'amitié qui se nouent à Mexico avec José Clemente Orozco et Diego Rivera dont elle peint le portrait. La période mexicaine de Karin (elle loue un temps une maison à San Miguel de Allende) teinte son art figuratif d'une influence cubiste.
Parallèlement à la peinture, Karin devient connue de part et d'autre de l'Atlantique en tant que designer, concevant des projets de meubles pour l'architecte d'intérieur Paul László, des publicités et des créations pour Kathleen Mary Quinlan, pour Jovoy-Corday ou pour le Harper's Bazaar. À compter de 1947, leurs voyages de plus en plus réguliers à Paris incitent Karin et Ernst van Leyden à s'y reconstituer un atelier, Rue des martyrs d'abord, puis chez Willy Maywald dans la Rue de la Grande-Chaumière, ensuite dans la Rue de Seine. Finalement, ils revendent leur propriété de Los Angeles et acquièrent une ruine appelée « L'enclos du Lieutel » près de Montfort-l'Amaury et de Grosrouvre (Yvelines) dans le but de la restaurer en résidence-atelier.
Après 1955, le couple poursuit ses séjours à l'étranger (Venise et New-York), mais une divergence des sensibilités se révèle: Karin se plait à travailler à Rome, Ernst préférant son "enclos" de Montfort-l'Amaury où il se fixera définitivement en 1962. La distance se crée, Karin s'oriente alors vers l'abstraction (« non sans accointances avec la peinture de Paul Klee ») et les rencontres, jusqu'au décès d'Ernst van Leyden en 1969, ne seront plus qu'occasionnelles, à New-York notamment où Karin continuera de revenir régulièrement.  
Solitaire donc au soir de sa vie, Karin choisit de vivre à Lugano, non loin de chez sa sœur cadette Charlotte Kluth. Elle s'y éteint en juin 1977. Son portrait sous le titre La fille aux mains jointes, peinture sur toile d'Ernst van Leyden datée 1931, est conservé par la Tate Gallery de Londres.

## Expositions

### Expositions personnelles
Années 1928-1929
- Kunstverein, Cologne.
- Sacre du Printemps, Paris.
- Galerie van Lier, Amsterdam.
- Galerie Georges Bernheim, Paris.

Années 1930-1932
- Galerie Zak, Paris.
- Kunstkring, Rotterdam et La Haye.
- Porza (Suisse).
- Galerie van Lier, Amsterdam.

Années 1933-1935

Norton Simon Museum, Pasadena

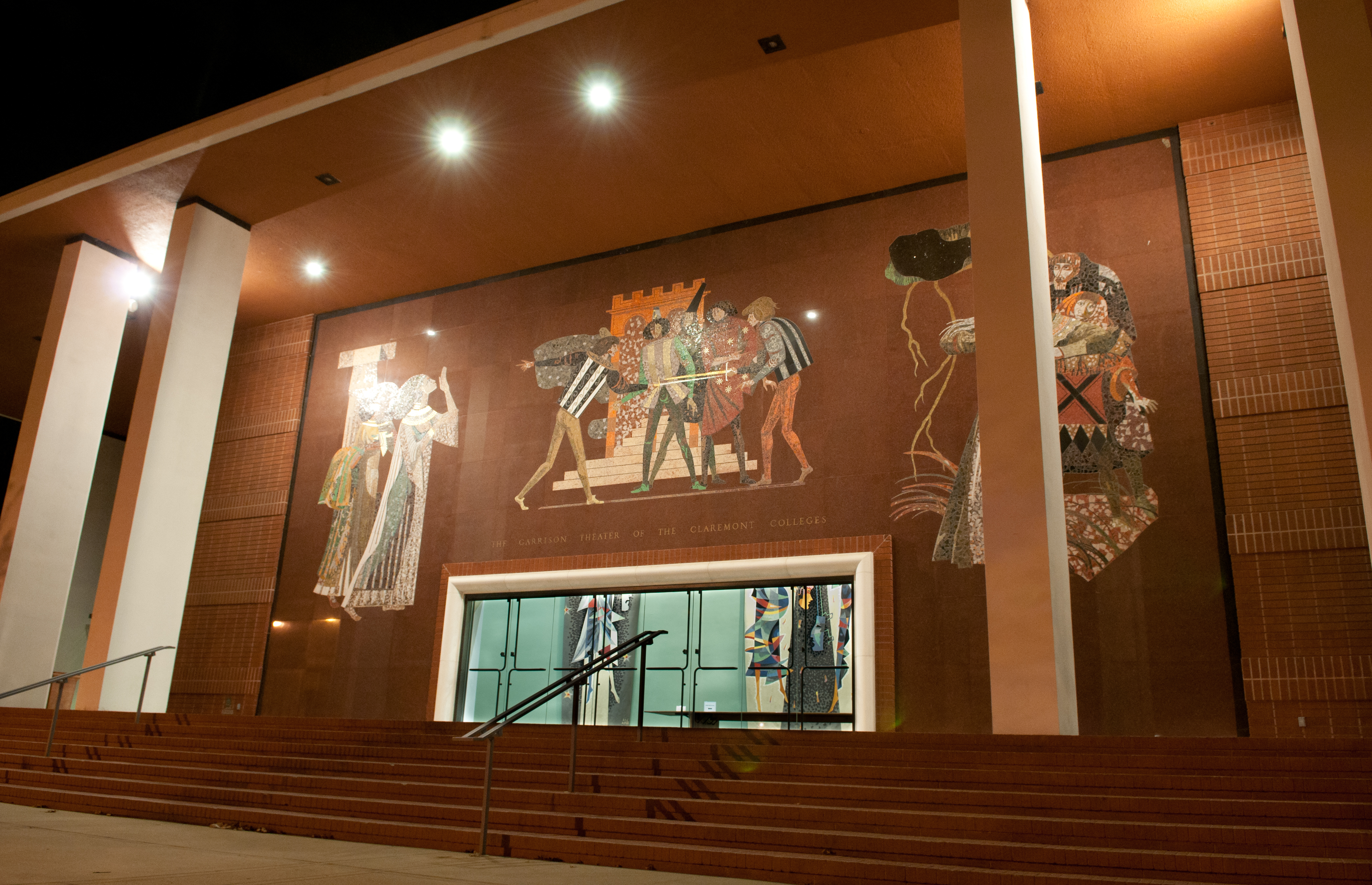
Scripps College, Claremont (Californie)

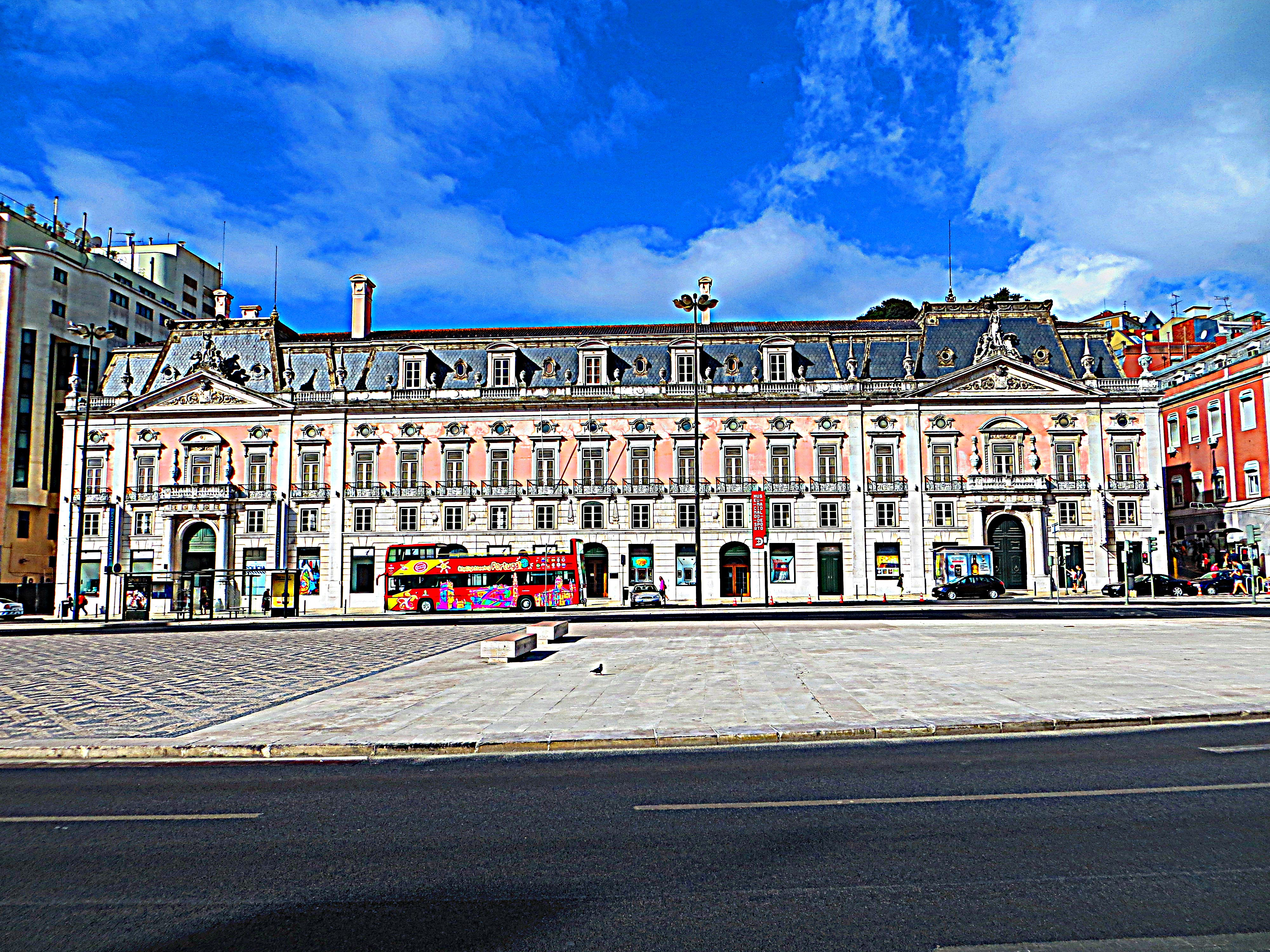
Palacio Foz, Lisbonne

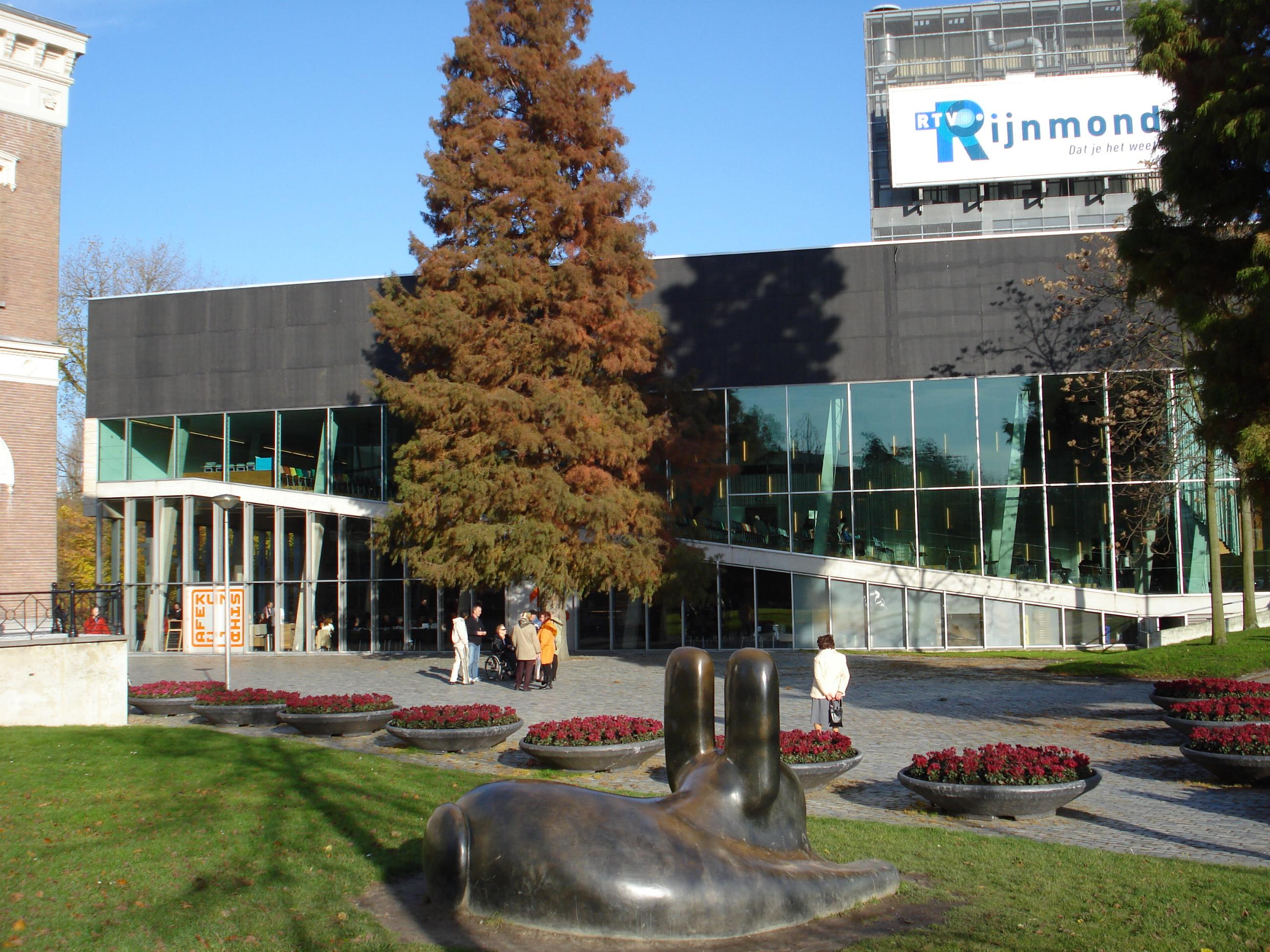
Kunsthal, Rotterdam

- Peintures et dessins par Karin et Ernst van Leyden, Galerie « Voor de kunst », Utrecht (février-mars 1933)[12].
- Kunstkring, Amsterdam.
- Palais des beaux-arts de Lisbonne.
- Galerie Centaure, Bruxelles.

Années 1937-1938
- Leicester Gallery, Londres (février).
- Galerie Marie Sterner, New-York (1937, mars 1938)[2].

Années 1939-1941
- Tate Gallery, Londres.
- Galerie Karl Nierendorf, New-York.
- Peintures et dessins par Ernst et Karin van Leyden, Galerie Georges Wildenstein, New-York (janvier-février 1941).
- East Hampton Art Association, Newport Gallery, Newport (Rhode Island).
- Musée de Syracuse, New-York.

Juin 1942
- Norton Simon Museum, Pasadena.

Années 1942-1946
- Frank Perls Gallery (en), Hollywood.
- Musée de San Diego (Californie).
- Carroll Carstairs Galleries, New-York (1944).
- The Nicholson Gallery, Atlanta.
- Musée de Santa Barbara (Californie).
- Scripps College (en), Claremont (Californie).
- James Vigeveno Galleries, Los Angeles.
- Taylor Gallery, Los Angeles.
- Blanche Bonestell Gallery, New-York (1946).
- Gump's Galleries, San Francisco.

Années 1950-1953
- American British Art Gallery, New-York.
- Galerie René Breteau, Paris (catalogue écrit par Benjamin Péret).
- Felix Landau Galleries, Los Angeles (1953).
- Galería de Arte Mexicano (es), Mexico (catalogue écrit par Rufino Tamayo).
- Galeria Inez Amor, Mexico (1953).

Années 1955-1957
- Barn Studio, Los Angeles.
- Santa Monica Art Gallery, Californie.
- Palacio Foz, Lisbonne.
- Galleria Schneider, Rome.

Années 1960-1967
- Galleria Bevilacqua La Masa, Venise (catalogue écrit par Giuseppe Marchiori), 1960.
- Bertha Schaefer Gallery, New York (1964).
- Galerie Renou et Poyet, Paris.
- Galerie Willy Maywald, Paris.
- Chexbres (Suisse).

Octobre 1999 - Janvier 2000
- Karin et Ernst van Leyden, rétrospective-hommage, Kunsthal, Rotterdam.

### Expositions collectives
- Biennale de Venise, 1956.

## Réception critique

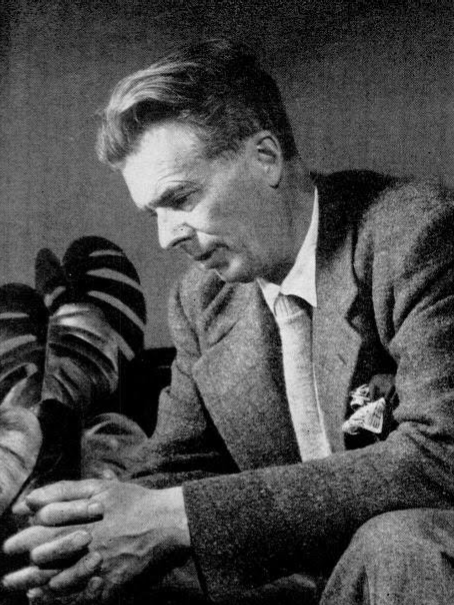
Aldous Huxley

- « Heureusement, Karin van Leyden ne se soucie ni des théories des autres, ni des "ismes". Tous les aspects de son œuvre (dessins, aquarelles, tempera et huiles) révèlent une personnalité singulière. Ses huiles sur toile évoquent toujours les rêves issus d'une méditation constante. Ses dessins, très complets, sont plus directs. Dépouillés de détails redondants, les dessins de Karin expriment des réalités authentiques avec une simplicité émouvante. Avec une force remarquable, elle nous révèle non seulement l'atmosphère des  lieux, mais aussi la puissance de ses personnages. Elle invente et compose avec harmonie sur une très grande échelle. » - James Bolivar Manson (en)[13]
- « Les dessins de Karin van Leyden ont énormément de charme et de qualité. Mais, en ce qui me concerne, leur attrait principal réside dans la manière où leurs profondeurs se développent sous mon regard. Ses personnages charnels sont comme suspendus dans le vide du papier. De les voir ainsi est pour moi un réel plaisir, que je souhaite partager avec tant d'autres. » - Aldous Huxley[13]
- « Celle, dont Man Ray réalisa un superbe portrait photographique, excella particulièrement dans la représentation d'un monde imprégné par les effluves du rêve... Au début des années cinquante, une influence picassienne structure ses compositions de figures... Elle s'orienta ensuite vers une abstraction poétique non sans accointances avec celle d'un Klee, par exemple. » - Christophe Dorny[3]

## Conservation

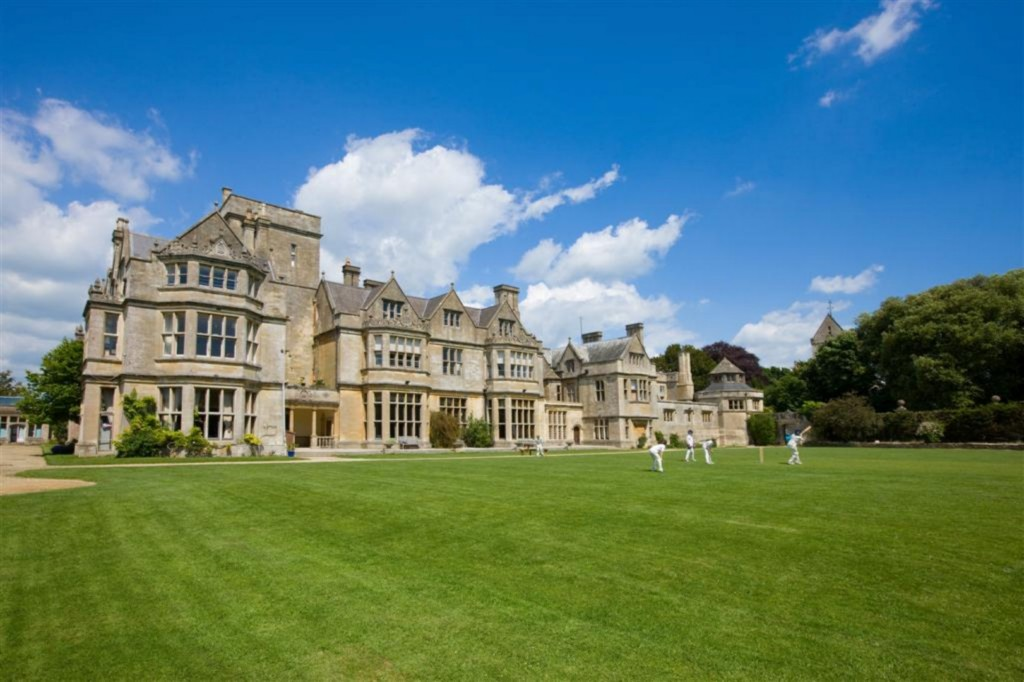
Le château de Hatherop

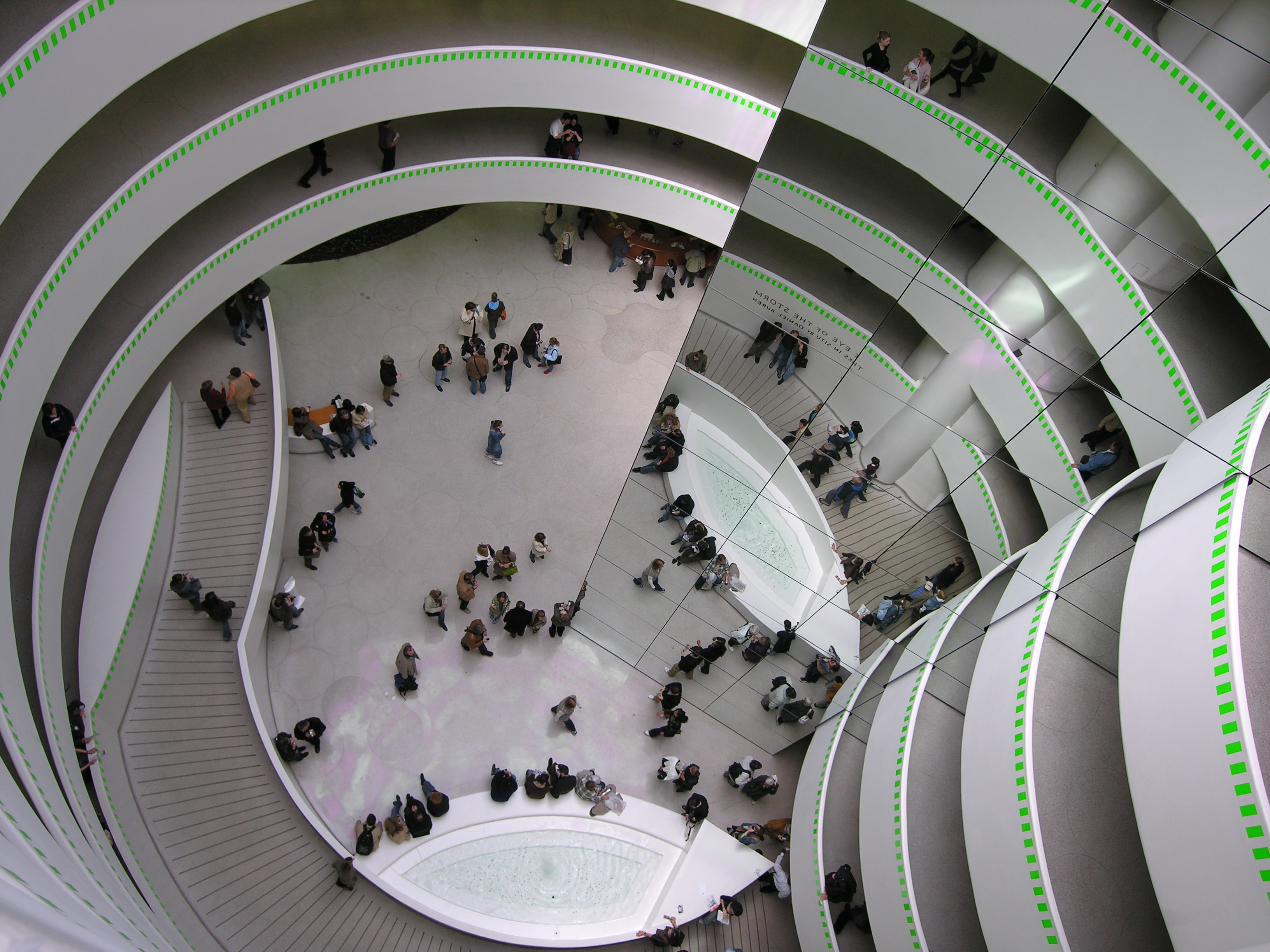
Musée Solomon R. Guggenheim, New York

### Fresques murales
- Beverly Hills Hotel, Los Angeles.
- America House, New York.
- Restaurant La Méditerranée, Place de l'Odéon, Paris.
- Château de Hatherop, Gloucestershire[8].

### Musées
- Stedelijk Museum, Amsterdam.
- Musée Boijmans Van Beuningen, Rotterdam.
- Tate Gallery, Londres.
- National Gallery, Londres.
- Musée d'art moderne de la ville de Paris.
- Musée national d'art moderne, Paris, Maternité, huile sur toile 69,5x51,7cm, 1937[14].
- Musée du Jeu de Paume, Paris (acquisition 1938)[2].
- Musée royal d'art moderne à Bruxelles.
- Musée Solomon R. Guggenheim, New-York.
- Whitney Museum, New York.
- Santa Barbara Museum of Art, Californie.
- Musée national d'art contemporain, Lisbonne.
- Musée d'art contemporain de Serralves, Porto.
- Musée de Cologne (acquisition 1928).
- Musée du Caire.
- Musée de Budapest.

## Collections privées

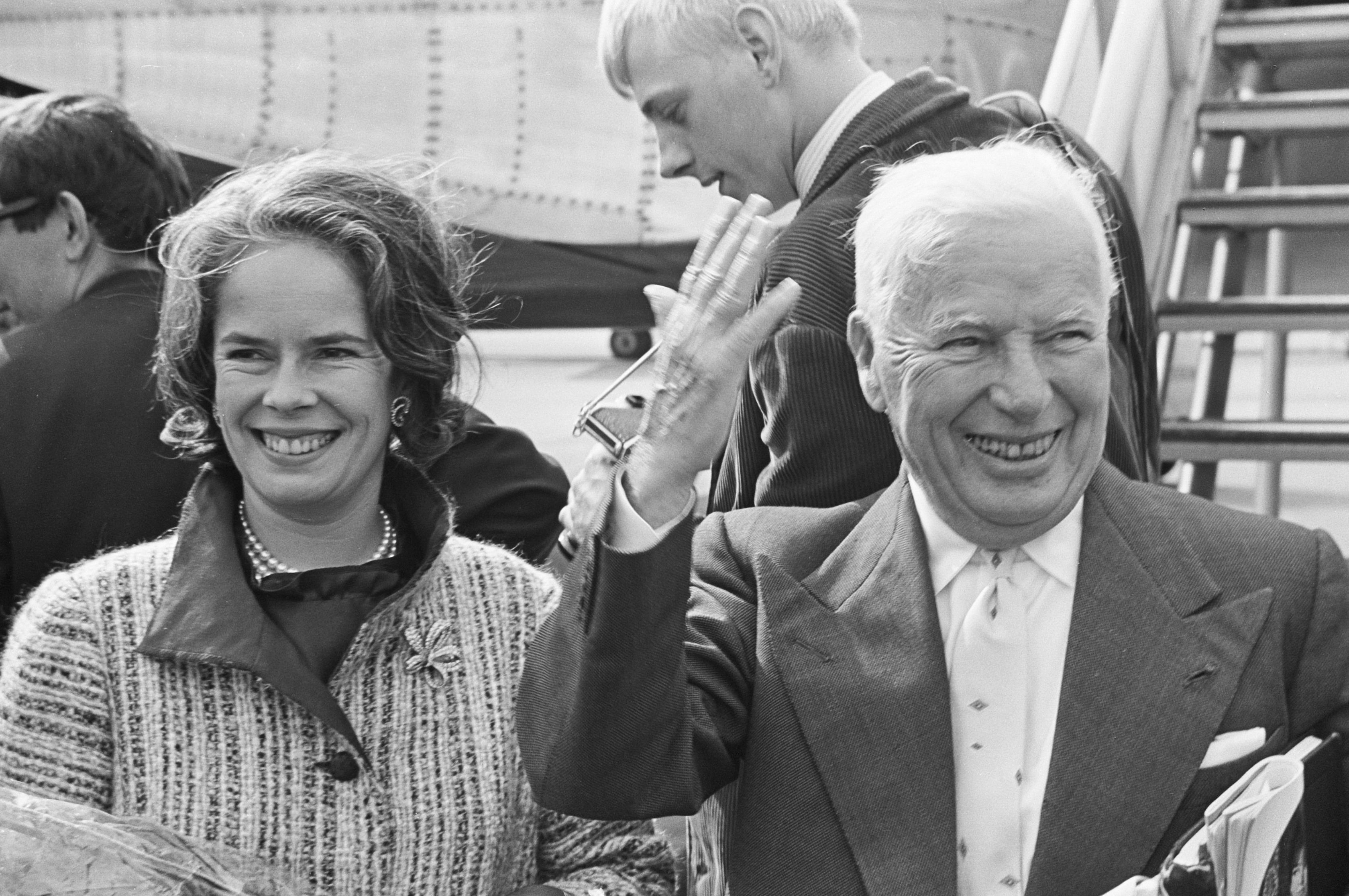
Oona et Charlie Chaplin

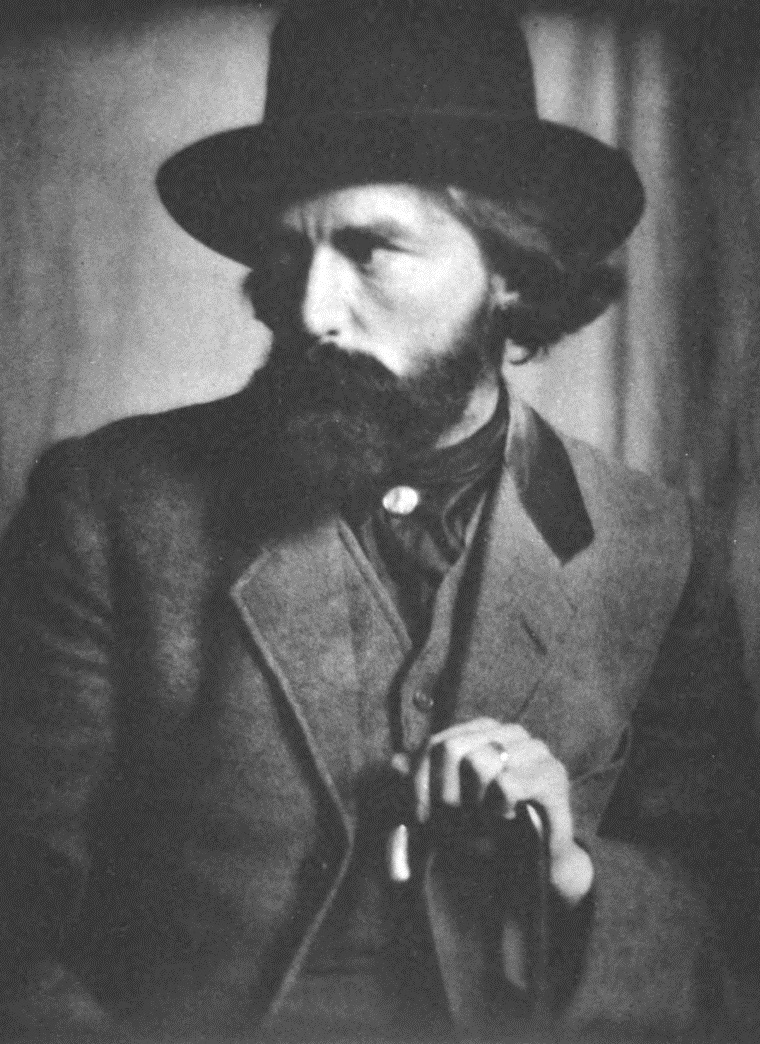
Augustus John

- Charlie Chaplin, Portrait d'Oona Chaplin avec ses deux enfants, Geraldine et Michael, huile sur toile[15].
- Mary Pickford.
- Rita Hayworth.
- Tyrone Power.
- Baron Eduard von der Heydt (de)[16].

## Reconnaissance

### Distinctions
- Un portrait de Karin par Ernst van Leyden, primé à la Biennale de Venise en 1932, a été acquis par la Tate Gallery de Londres.
- Karin van Leyden a été élue vers 1937 membre de la Société royale des peintres muraux (Royaume-Uni) sous le patronage d'Augustus John.

### Hommages
- Man Ray a réalisé vers 1929 plusieurs photographies de Karin van Leyden que conserve le Musée national d'art moderne à Paris[17],[18],[19],[20].